# 7.62: Перезаряджання
7.62: Перезаряджання (рос. 7.62: Перезарядка) — тактична рольова відеогра 2007 року, розроблена російською компанією Apeiron і випущена разом з 1С. Третя й завершальна гра з трилогії, куди входять Бригада Е5: Новий альянс і 7.62.

## Сюжет
Дія гри відбувається після канонічного завершення 7.62. Загибель генерала Альваро Дефенси не підвела риску під кровопролиттям у державі Альгейра: партизани Тані Торменс не можуть утримати владу, а в різних районах держави діють різні угруповання, які претендують на владу над усією країною. Загони Дефенси зібралися під керівництвом радниці Дефенси, Амаранти Фелісідад, і ведуть таємну війну проти всіх. За розвитком подій спостерігає якась третя сила, яку не влаштовують ні темпи видобутку нафти, ні темпи виробництва наркотиків у цьому регіоні.
Головний герой — Міґель Ґарсія, в минулому військовослужбовець Альгейри, нині найманець-професіонал із людей Фелісідад. Йому належить зібрати загін, виконати серію завдань і розкрити жахливу правду про те, хто насправді є головною загрозою існування всієї країни.

## Ігровий процес
На відміну від попередніх ігор, кампанія є суворо лінійною: гравцеві належить перед кожною місією кампанії збирати загін, озброювати його всім необхідним за гроші (наймаючи, зокрема, найманців за фіксовану плату), вирушати на місію в певну локацію і там знищувати ворогів, не розраховуючи особливо на допомогу. Кожен загін за чисельністю не перевищує 6 осіб. Після закінчення битви гравець може забрати все трофейне озброєння і повернутися на базу: зброю можна продати, щоб потім отримати додаткові кошти. За певну плату радник Фелісідад Себастьян Перейра (він же Сергій Рибаков) може надати детальну інформацію з приводу того, як краще пройти місію, хоча іноді вона може виявитися марною. Перша місія пов'язана із захопленням бази, звідки будуть здійснюватися рейди. Іноді гравцеві доведеться робити вибір: виконати лише основну частину місії або додаткові завдання за винагороду, причому від виконання можуть залежати й подальші місії. Кампанія завершиться, якщо головний герой загине або ж якщо буде успішно пройдена остання місія.
Механіка гри абсолютно не змінилася порівняно з попередніми іграми. Важливим нововведенням став режим «Сутичка»: гравець може вибрати випадково абсолютно будь-яку мапу з тих, що були представлені в 7.62, створити кілька загонів для бойового зіткнення з майже всіх персонажів, що трапляються в тих же іграх, озброїти їх на свій смак і запустити гру на мапі. Битва відбуватиметься за тією ж системою Smart Pause Mode, за якою вона відбувалася в Бригада Е5: Новий альянс і 7.62. Гравець може як вибрати вже наявний загін для управління, так і створити свій власний. Зброя порівняно з попередньою грою практично не змінилася.

## Сприйняття

### Огляди
Журнал «Игромания» оцінив гру на 4 бали з 5, зазначивши, що гра робить акцент більше «на ультимативну тактику і битви, ніж на дослідження світу і зміну ходу історії». Також розробники зуміли значно зменшити кількість помилок і «вильотів» гри під час процесу, але не звели їх до нуля.

## Подальша доля
У 2010 році студія Apeiron була закрита і більше не відновлювала діяльність. Цьому послужили не тільки фінансові проблеми, а й трагічна загибель кількох людей, які розробляли серію ігор Бригада Е5: Новий альянс, 7.62 і 7.62: Перезаряджання. Користувачі створили на основі гри 7.62 любительську модифікацію «Hard Life Addon», куди увійшли як нові карти, так і деякі персонажі з 7.62 Перезаряджання. Наразі розробка подальших модифікацій на основі обох ігор ведеться тільки нечисленними ентузіастами у зв'язку з серйозним зниженням інтересу до подібних ігор.